# برنارد كاسترو
برنارد كاسترو (بالإيطالية: Bernard Castro)‏ هو مخترِع إيطالي، ولد في 11 أغسطس 1904 في باليرمو في إيطاليا، وتوفي في 24 أغسطس 1991 في فلوريدا في الولايات المتحدة.